# Олимпиадинское месторождение
Олимпиадинское месторождение (Олимпиада) — одно из крупнейших золоторудных месторождений России в Северо-Енисейском районе Красноярского края.
Одно из самых крупных и, одновременно, самых сложных по горнотехническим условиям месторождение золота в мире. Карьер врезается в землю на глубину 850 м прогнозная глубина карьера планируется 1150 м. Чтобы добыть одну тонну руды, приходится вывезти из карьера 40 т пустых пород. Однако, масштаб добычи золота Олимпиадинским рудником уникален. Извлечение золота из руды достигает 80 %.
Залежи расположены в 80 км от пгт. Северо-Енисейский. Суммарные запасы золота оцениваются в 227,7 т.
Разрабатывается с начала 1980-х годов.